# Chanda Gunn
Chanda Gunn, född den 27 januari 1980 i Huntington Beach, Kalifornien i USA, är en amerikansk ishockeyspelare.
Hon tog OS-brons i damernas ishockeyturnering i samband med de olympiska ishockeytävlingarna 2006 i Turin.